# Club Deportivo Liceo Curicó
El Club Deportivo Liceo Curicó es un club de básquetbol profesional chileno de la ciudad de Curicó, Región del Maule. Fue fundado el 8 de octubre de 1931 y actualmente juega en la Segunda División de Básquetbol de Chile.
La institución tuvo sus años dorados en la década del '80 cuando participó de la División Mayor del Básquetbol de Chile, la DIMAYOR, teniendo un amplio apoyo de la ciudad, con jornadas de lleno total en el gimnasio curicano. 
Liceo ejerce su localía en el Gimnasio Abraham Milad, recinto con capacidad para 4000 espectadores.

## Historia
El Deportivo Liceo fue fundado en 1931, por estudiantes de secundaria del Liceo de Hombres de Curicó (actual Colegio Deportivo Luis Cruz Martínez), para fomentar la vida sana a través del deporte.
Liceo fue el equipo representativo de la ciudad en la extinta División Mayor del Básquetbol de Chile, entre 1983 y 1988, y luego de un breve receso, en 1991. En aquella época el club vivió momentos inolvidables para los hinchas del basquetbol en Curicó, con partidos a tablero vuelto en el Gimnasio Abraham Milad. Destacó el plantel del Campeonato Oficial DIMAYOR 1984, que acabó en la 7° posición, de 16 equipos. De los jugadores más importantes del club en esa etapa, sobresalen los chilenos Marcelo López, Bernardo Bustamante, Fernando Arancibia, Luis Gianelli y Cristian Saavedra, los curicanos Francisco Bobadilla, Rodolfo Ali, Víctor Astorga, Pablo Milad, José Guajardo, Juan Carlos Toa, Hugo Núñez, Iván Ibarra, Pablo Reyes, Nelson Bravo y Marcos Campos y los extranjeros Percy White y Terry Jones.
Luego de su última participación en la máxima categoría del básquetbol nacional, el club estuvo en pausa, en el cual Provincial Curicó Basquetbol contabilizó una participación en la LNB Chile Centro el año 2013. Pero el proyecto de Provincial Curicó no resultó, por lo que solo compitió aquel año, y Deportivo Liceo regresó a la actividad jugando en la Libcentro 2015 y Libcentro 2016, sin resultados destacados.
En 2017 el club se instaló como equipo de la recién creada Segunda División de Básquetbol de Chile. En dicha temporada 2017-18 finalizaron su participación en semifinales, tras caer ante Boston College. Al año siguiente, el equipo nuevamente estuvo cerca de ascender a la Liga Nacional, pero otra vez perdieron en semifinales, siendo eliminados por Quilicura Basket.
Em las siguientes ediciones de la competencia el Liceo no pudo superar la Fase Regular, por lo que no clasificó a los Play-Offs que proclamaron a los campeones y ascendidos de categoría.
Previo al inicio de la Liga DOS 2024, el presidente de la entidad, Sergio Aliaga, confirmó que el equipo no iba a participar de la temporada cestera, por falta de financiamiento,retornando al certamen para la temporada 2025.

## Uniforme
- Uniforme titular: Camiseta roja y pantalón rojo.
- Uniforme alternativo: Camiseta blanca y pantalón blanco.

### Indumentaria
| Período   | Proveedor  |
| --------- | ---------- |
| 2022-2023 | Zeus-Sport |
| 2025-     | Kaif       |

| Período   | Auspiciador                 |
| --------- | --------------------------- |
| 2022-2023 | Soler Curicó                |
| 2025-     | Gobierno Regional del Maule |

## Localía
El equipo hace de local en el Gimnasio Abraham Milad de Curicó, el centro deportivo más grande de la ciudad. Este recinto polideportivo cuenta con una capacidad para 4.000 espectadores.
El Coliseo curicano se ubica en la calle O´Higgins con Montt. Este recinto contó con algunos problemas después del terremoto que azotó al país el año 2010, pero después de una serie de remodelaciones quedó en condiciones para poder ser ocupado en torneos profesionales de básquetbol nacional.

## Datos del Club
- Temporadas en Dimayor: 7 (1983-1988, 1991)
- Temporadas en Libcentro: 2 (2015-2016)
- Temporadas en Segunda División de Básquetbol de Chile: 8 (2017-2023, 2025-)

## Entrenadores

### Cronología
- Claudio Quezada (1984-1989)
- Claudio Quezada (2005)
- Claudio Quezada (2018)
- Pablo Gatica (2021-2023)
- Cristian Figueroa (2025-)

## Fútbol
El club además cuenta con una rama de fútbol amateur, en donde participan exalumnos de la entidad educativa. Es integrante permanente de la Asociación Curicó, de la cual obtuvo cuatro títulos: 1972, 1977, 1978 y 1980, este último lo motivó a ingresar a la Tercera División, en donde jugó durante dos temporadas, en la primera edición de la categoría en 1981, finalizando séptimos de la tabla del Grupo Sur, y en la temporada siguiente (1982), repitiendo el 7° lugar del Grupo Sur. Acabado el torneo del 82, Liceo retornó a su Asociación de origen compitiendo allí hasta la actualidad.  

## Palmarés
- No tiene títulos.